# Cratere Wargo
Wargo è un cratere lunare di 13,9 km situato nella parte nord-orientale della faccia nascosta della Luna.